# ゲイシャ (バンド)
ゲイシャ（Geisha）は、2003年に結成されたインドネシアの5人組ポップ・ロック・バンド。メンバー全員がスマトラ島・プカンバル（Pekanbaru）の出身。代表曲に「Jika Cinta Dia」「Kamu yang Pertama」「Selalu Salah」「Cinta dan Benci」など。

## メンバー
- モモ（Momo、1986年6月7日生まれ[1]、ボーカル）
- ロビー（Roby、ギター)
- ナルド（Nard、ベース）
- ダン（Dhan、キーボード）
- アアン（Aan、ドラム）

## 来歴
ゲイシャはメンバーが高校在学中の2003年に結成された（当時のバンド名は「Jingga」）。当時は高校生という事もあり、高校の文化祭や地元のコンテストなどに積極的に参加していた。2007年に行われたバンドコンテストでファイナリストとなり、本格的にメジャーデビューを目指していく。2008年にゲイシャは活動の拠点をジャカルタへ移し、彼らに興味を持っていた大手レコード会社のムシカ・スタジオ（Musica Studios）と契約を結ぶ。
2009年6月、ファーストアルバム「Anugrah Terindah」をリリース。同アルバムからのシングルカットである「Jika Cinta Dia」「Tak Kan Pernah Ada」「Selalu Salah」「Kamu yang Pertama」は、リングバックトーン（携帯電話の呼出し音）ダウンロード数が1千万回に達するなど、全国的なヒットとなった。ファーストアルバムの成功によりゲイシャは、AMI Awards、SCTV Awards、Penghargaan Dahsyatnya Awardsなどの音楽賞を受賞。インドネシアのトップアーティストの仲間入りを果たした。
2011年にはセカンドアルバム「Meraih Bintang」を発表。同アルバムからのシングルカット「Cinta dan Benci」などがヒットとなる。これまでに発表した2作のアルバムの成功により、現在ではインドネシア国内のみならず、マレーシアや香港など海外から数多くのオファーが届いている。

## バンド名の由来
「Geisha」というバンド名は日本語の「芸者」に由来している。バンド結成当初は「Jingga」として活動していたが、この名称はすでの他のバンドが使っていたため、バンド名を「Geisha」に変更した。「私たちは本当のエンターテイナーになりたいと思っています。芸者と同じように、一流のエンターテイナーを目指しているのです」とボーカルのモモは語っている。なお、インドネシアでは芸者を「慰安婦（wanita penghibur）」と認識する向きもあるが、このバンド名は芸者の本来の意味に基づいているという。ボーカルのモモは芸者の意味のついて、「私たちが知っている芸者の歴史では、芸者は当初、完全に混じりけのない本当の意味でのアーティストでした」と説明している。

## 日本について
2011年12月30日のインタビューによると、ゲイシャにとって日本でのコンサート開催が2012年の目標の一つであるという。その理由としてボーカルのモモは、日本は非常に印象深く、多くのインスピレーションを与えてくれる国である点を挙げている。「（2012年の）ゲイシャの目標は、海外、特に日本でコンサートを行う事です。ゲイシャというバンド名はもともと日本語からとったものですし、私も日本が好きだからです」とモモは語っている。

## イワン・ファルスとの共演
ボーカルのモモは2011年12月15日、トランスTV 開局10年記念番組の収録の際、イワン・ファルス（Iwan Fals）と初の共演を果たした。「イワン・ファルスさんと一緒に歌えて光栄です。彼は伝説的な人物。先ほど共演しましたが、間違いなくファンになってしまいますよ。イワンさんのファンにならない人などいるのでしょうか」「イワンさんはプロフェッショナルで、謙虚、チャーミング、明るく、よく笑う方でした」とモモは語る。同番組でモモは、ゲイシャの曲以外に「Izinkan Aku Menyayangimu」と「Bento」の2つのイワン・ファルスの曲を披露した（「Bento」はイワン・ファルスらと共演）。

## ディスコグラフィー
- Anugerah Terindah (2009)
- Meraih Bintang (2011)
- Tuhanku (シングル) (2012)
- Seleksi Hits (2013)
- Bersinar Terang (2014)
- Seandainya Aku Punya Sayap (シングル) (2015)
- Album SATU (Kolaborasi bersama Iwan Fals, NOAH, Nidji, dan DMASIV) (2015)

## 参考（脚注除く）
- Musica Studio’s Official Site（ゲイシャの所属するレコード会社）
- Profil Geisha di situs KapanLagi.com (ゲイシャのプロフィール)

※「脚注」及び「参考」で示したサイトは2012年11月25日現在、全てアクセス可能。